# Gilmore (Arkansas)
Gilmore – miasto w Stanach Zjednoczonych, w stanie Arkansas, w hrabstwie Crittenden.